# Khánh Phong
Khánh Phong (chữ Hán: 庆封; ?-538 TCN) là tướng quốc nước Tề thời Xuân Thu trong lịch sử Trung Quốc. Ông đã thao túng chính sự nước Tề một thời gian và cuối cùng bị diệt cả gia tộc.

## Diệt Thôi Trữ
Khánh Phong vốn là đại phu nước Tề, ông xuất hiện trong Sử ký từ khi Tề Cảnh công lên ngôi.
Năm 548 TCN, đại phu Thôi Trữ giết chết Tề Trang công, lập Tề Cảnh công lên ngôi và mời Khánh Phong cùng dự triều chính. Hai người chuyên quyền, muốn chèn ép các quan nước Tề, bắt họ thề theo mình. Án Anh không chịu theo, chỉ thề trung thành với nước Tề và vua Tề. Khánh Phong định giết Án Anh nhưng Thôi Trữ cản lại vì Án Anh rất có uy tín với người trong nước.
Thôi Trữ được phong làm tướng quốc, Khánh Phong mưu trừ Thôi Trữ để một mình chuyên quyền.
Thôi Trữ có hai con lớn là Thôi Thành và Thôi Cương là con người vợ cả. Mẹ của Thành và Cương qua đời, Thôi Trữ lấy vợ thứ sinh ra con nhỏ là Thôi Minh. Thôi Trữ yêu Thôi Minh, định lập Minh kế vị. Hai người con lớn là Thôi Thành, Thôi Cương bất bình.
Do bị những người cùng phe Thôi Minh là Vô Cữu và Đông Quách Yển bức bách, Thôi Thành và Thôi Cương sợ hãi chạy sang nhà Khánh Phong cầu cứu. Khánh Phong theo lời Lư Bồ Miết  nhân nhà họ Thôi có loạn bèn cấp quân cho Thành và Cương trở về đánh giết Vô Cữu và Yển. Cả nhà họ Thôi chạy tán loạn, Thôi Trữ cùng một người vợ lẽ họ Thôi chạy thoát ra ngoài. Thôi Trữ không biết vụ Thôi Thành và Thôi Cương do Khánh Phong tiếp tay, lại sai một viên hoạn quan đánh xe đến gặp Khánh Phong cầu cứu, trị tội hai người con lớn. Khánh Phong giả cách nhiệt tình giúp đỡ, lại sai lực sĩ Lư Bồ Miết mang quân sang nhà họ Thôi diệt trừ Thành và Cương.
Lư Bồ Miết theo lệnh Khánh Phong, đi giết Thành, Cương, nhân thể diệt toàn bộ gia quyến họ Thôi. Hai vợ chồng Thôi Trữ trở về nhà thấy nhà cửa tan hoang, cả họ bị giết không còn ai, mới nhận ra mưu đồ của Khánh Phong, bèn tự sát. Quyền hành nước Tề lọt vào tay Khánh Phong.

## Thoát chết trong vụ diệt gia tộc
Khánh Phong nắm toàn quyền, cho con là Khánh Xá lo triều chính, còn mình ham thú săn bắn. Ông trọng dụng Lư Bồ Miết.
Khánh Phong mải hưởng lạc, mang cả thê thiếp sang ở nhà Lư Bồ Miết. Sau đó ông lại tha cho những người có tội đi trốn, trong đó có vệ sĩ cũ của Tề Trang công là Lư Bồ Quý và Vương Hà, cho họ làm thủ hạ của Khánh Xá. Khánh Xá gả con gái cho Lư Bồ Quý. Khánh Phong và Khánh Xá không nghi ngờ họ còn nuôi chí báo thù cho Tề Trang công.
Lư Bồ Quý và Vương Hà cố ý xui nhà bếp trong triều cung cấp đồ ăn cho các đại phu không chu đáo để họ ghét cha con Khánh Phong.
Bốn họ đại phu họ Bão, họ Cao, họ Loan và họ Điền cũng ghét cha con Khánh Phong chuyên quyền nên mưu trừ họ Khánh. Bốn họ đại phu lại liên kết Lư Bồ Quý và Vương Hà để mưu sự.
Tháng 10 năm 545 TCN, Khánh Phong đi săn ở đất Lai, để Khánh Xá ở nhà lo chính sự. Người trong họ là Khánh Tự khuyên Khánh Phong trở về nhưng ông không nghe. Con gái Khánh Xá, cháu nội Khánh Phong và vợ Quý là Khánh Khương biết chuyện, nhưng chỉ cảnh báo Khánh Xá có loạn mà không tiết lộ cho cha và ông biết người chủ mưu.
Sang tháng 11, Khánh Phong đi săn chưa về. Những người chủ mưu nhân lúc Khánh Xá cùng Tề Cảnh công làm lễ ở Thái miếu bèn phát động binh biến. Bốn đại phu họ Bão, họ Cao, họ Loan và họ Điền mang quân giúp. Lư Bồ Quý và Vương Hà đang đứng làm cận vệ bất ngờ đâm Khánh Xá. Lực lượng họ Khánh trong nước bị diệt.
Khánh Phong đi săn đang trở về Lâm Tri, nghe tin họ Khánh bị lật đổ, định thu hết thủ hạ đi theo đánh vào kinh đô nhưng không ai hưởng ứng, vì vậy ông phải bỏ trốn sang nước Lỗ.

## Chết tại Chu Phương
Tề Cảnh công sai sứ sang nước Lỗ trách hỏi việc dung nạp Khánh Phong. Ông phải bỏ chạy sang nước Ngô. Vua Ngô Dư Sái thu nhận ông, gả con gái và cho Khánh Phong ở huyện Chu Phương.
Năm 538 TCN, Sở Linh vương muốn ra uy với chư hầu và trả thù nước Ngô nhiều lần lấn cướp biên giới, bèn lấy danh nghĩa trừng phạt Khánh Phong và mang quân đánh huyện Chu Phương.
Khánh Phong không chống cự nổi, bị quân Sở bắt. Sở Linh vương mang Khánh Phong ra, đặt đao búa lên người và dẫn đi rao trong doanh trại quân Sở, sai người hô to:
Không ai được theo gương Khánh Phong!
Khánh Phong bèn hô lại:
Đừng ai bắt chước con thứ Sở Cung vương là Vi (tức là Sở Linh vương) giết vua cướp ngôi và giao ước với chư hầu!
Trong quân Sở nhiều người bật cười. Sở Linh vương xấu hổ vì bản thân mình vốn giết vua cũ để giành ngôi, vội sai mang Khánh Phong tử hình ngay.
Tất cả gia quyến còn lại của Khánh Phong cũng bị Sở Linh vương giết chết. Sau đó Ngô Dư Sái mang quân báo thù vua Sở lấn đất, đánh chiếm 3 ấp của nước Sở.

## Liên hệ trong lịch sử Việt Nam
Gần 2000 năm sau, khi Hồ Quý Ly bị Minh Thành Tổ Chu Lệ bắt mang về Yên Kinh (1407), vua Minh có hỏi tội giết các vua Trần cướp ngôi. Hồ Quý Ly không trả lời được. Minh Thành Tổ cũng vốn là phiên vương ngành thứ có hành động cướp ngôi của cháu là Minh Huệ Đế. Đến thời Nguyễn, vua Tự Đức phê vào đoạn này trong sách Khâm định Việt sử thông giám cương mục như sau:
Rất đáng tiếc Quý Ly không làm được như Khánh Phong nước Tề đối đáp với công tử Vi để làm sướng tai mắt ngàn đời.